# Chie Tsuji
Chie Tsuji (jap. 辻知恵 Tsuji Chie; ur. 9 sierpnia 1969 w Kōfu, w Japonii) - japońska siatkarka grająca jako rozgrywająca. Swoją karierę zakończyła w 2005.